# 그래도 푸르른 날에
《그래도 푸르른 날에》는 2015년 3월 2일부터 2015년 8월 28일까지 방영된 한국방송공사 TV소설이다.

## 줄거리
1970년대 격동의 시기를 배경으로 한 여인의 성장기를 그린 드라마.

## 등장 인물

### 주요인물
- 송하윤 : 이영희 역 (아역 박시연)
- 이해우 : 서인호 역
- 정이연 : 이정희 / 장은아 역 (아역 김주하)
- 김민수 : 박동수 역

### 이영희의 가족들
- 박현숙 : 최명주 역 : 온화한 성품에 조용하고 순종적인 여인이었으나 애심 때문에 남편이 죽자 180도 돌변한다. 원래 병약했던 체질로 그 병수발을 영희가 다 했음에도 불구하고 영희를 미워하고 구박한다.
- 오미연 : 김민자 역
- 김응석 : 이상구 역 : 영희의 생부이자 대영탄좌 사장. 본처 최명주와는 2남 2녀를 두었으며, 첩인 정애심과의 사이에서 영희를 낳았다. 그러나 애심의 배신과 도주로 인해 충격을 받고 사고로 인해 머리를 다쳐서 숨을 거둔다.
- 유현주 : 이미정 역 (아역 장한나) : 최명주의 작은 딸.
- 최창엽 : 이정훈 역 (아역 유주원, 박시진, 임제노) : 최명주의 큰 아들. 영희가 원수의 딸이고, 첩의 딸이라는 생각을 가장 강하게 가지고 있다. 영희를 상대하는 것조차 싫어하고, 영희 일이라면 철저히 무관심으로 일관. 재수 생활을 하면서 영희에게 가장 큰 짐이 되는 존재이다.
- 김우석 : 이영훈 역 (아역 정재혁, 김진성) : 최명주의 작은 아들. 형인 이정훈과는 달리 영희를 가장 잘 따르고 영희에게 살갑게 대한다.

### 서인호의 가족들
- 최동엽 : 서병진 역
- 박소정 : 강이순 역
- 홍예은 : 서혜영 역

### 장은아의 가족들
- 윤해영 : 정덕희(본명 : 정애심) 역 영희생모
- 김명수 : 장용택 역
- 송태윤 : 장석범 역

### 그 외 인물
- 정희태 : 정만수 역
- 정경순 : 안성댁 역
- 이명훈 : 유상민 역
- 유세례 : 고연정 역
- 김도연 : 최향숙 역
- 최완정 : 박옥자 역
- 정재형 : 재단사 역
- 김광영 : 강종식 역
- 이용녀 : 사감 역
- 김윤태 : 선생님 역
- 이빛나 : 오진숙 역
- 전헌태
- 정수인 : 제니 역
- 장예진
- 손선근
- 윤익
- 주동희
- 강철성
- 이설구
- 한은서
- 김정산
- 함진성
- 변주현 : 경수 역
- 홍승범
- 김영 : 김서방 역
- 이로운
- 윤종원 : 쌍칼 역

## 결방 사유 및 연장
- 2015년 6월 18일 : KBS 스포츠 2015 FIFA 여자 월드컵 대한민국 VS 스페인 중계방송으로 인한 결방.
- 그래도 푸르른 날에 방영 분량이 120부작에서 9회 연장되어 129부작으로 변경 및 확정되었다.